# Alpinia corneri
Alpinia corneri là một loài thực vật có hoa trong họ Gừng. Loài này được (Holttum) R.M.Sm. mô tả khoa học đầu tiên năm 1990.